# Oostenburgerdwarsstraat
De Oostenburgerdwarsstraat is een straat in Amsterdam-Centrum op de Oostelijke Eilanden.
De naam verwijst naar het voormalige eiland Oostenburg, het "dwars" verwijst naar de (Groote en Kleine) Oostenburgerstraat, die hier ooit lag, ongeveer op de plaats van de Oostenburgervoorstraat. In de 21e eeuw is er door verregaande sanering van de buurt nog maar weinig van de Oostenburgerstraat over. Ze is ongeveer 40 meter lang en kent maar twee gebouwen, huisnummer 1 en schuin daartegenover huisnummer 2 (een voormalige portierswoning voor scheepswerf Concordia). Het straatje heeft nog maar slechts een functie, het verleent toegang tot en uitgang van voetgangers uit de Nieuwe Oostenburgerstraat. Voor een doorlopende weg is bij die sanering van de buurt gekozen voor een nieuwe straat, de Touwbaan, waarvanuit via de Ezelsbrug de oversteek gemaakt kan worden naar Wittenburg.
Op de straat komen drie gemeentelijke monumenten uit. Beide straatzijden van de Nieuwe Oostenburgerstraat zijn monument, net als het blokje Oostenburgervoorstraat 59-61; het zijn alle arbeiderswoningen ontworpen door Dolf van Gendt voor de N.V. Woning-Maatschappij. De straat kijkt bovendien uit op de Bandenboot van Robert Jasper Grootveld, ooit speelobject nu kunstwerk.

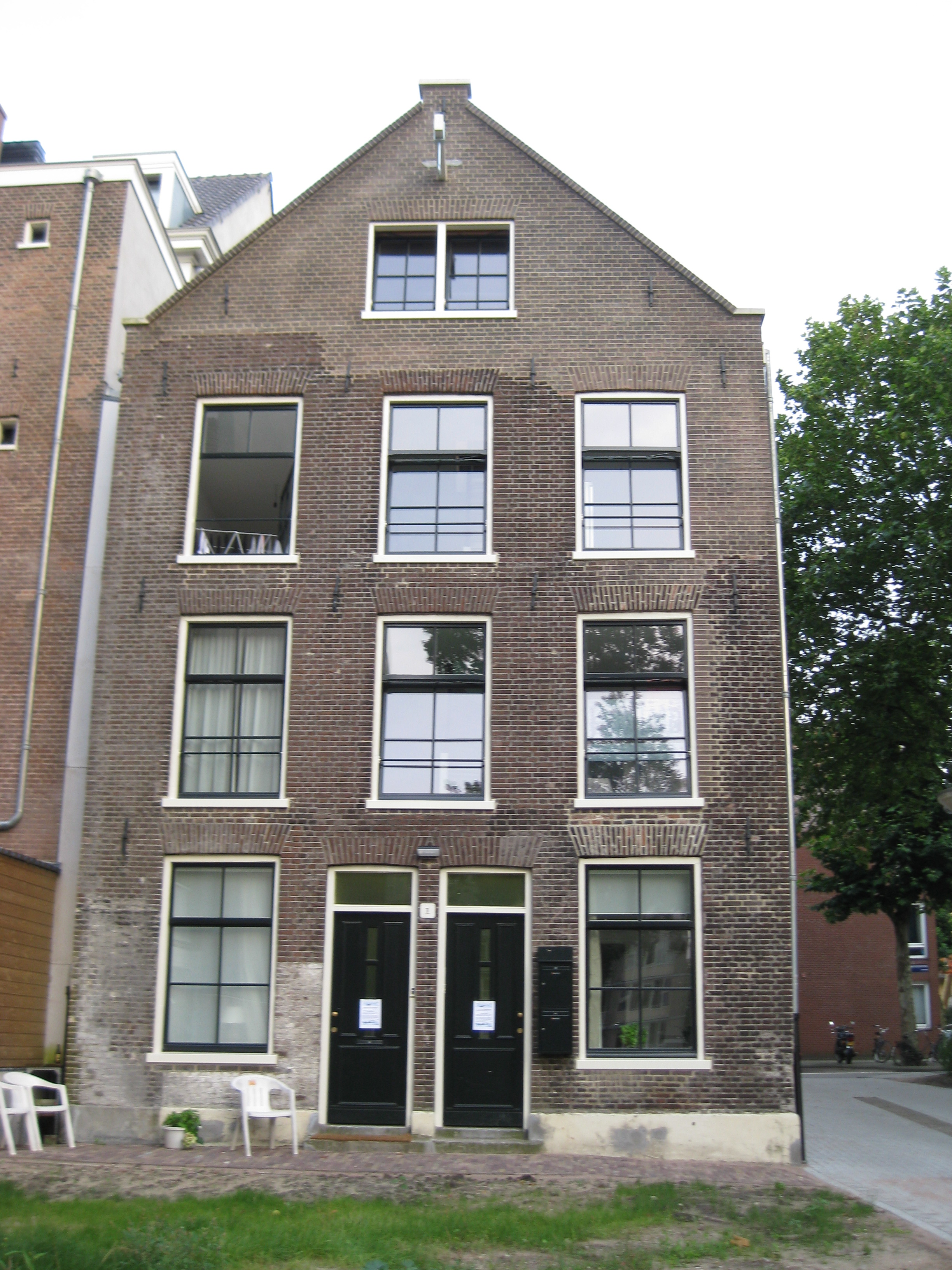
Oostenburgerdwarsstraat 1